# Direitos LGBT na Bahia
Os direitos LGBT na Bahia, como direitos de lésbicas, gays, bissexuais, travestis e transexuais (LGBT), correspondem a direitos humanos dessa população no estado brasileiro da Bahia. Eles têm sido objeto de avanços ao longo das últimas décadas, impulsionados por movimentos sociais, políticas públicas e legislações específicas. No cenário brasileiro, o estado é frequentemente citado como pioneiro na implementação de iniciativas voltadas à promoção da cidadania e proteção da população LGBT, além de atuar no enfrentamento à discriminação e violência.

## Histórico
A organização do movimento LGBT na Bahia ganhou destaque a partir de 1980 com a fundação do Grupo Gay da Bahia (GGB), considerado a mais antiga entidade de defesa dos direitos LGBT no Brasil. O GGB desempenha um papel importante na denúncia de casos de violência contra pessoas LGBT, documentando assassinatos motivados por homofobia e promovendo debates sobre os direitos dessa população. Outros movimentos também se consolidaram no estado, como o Quimbanda Dudu, voltado para a população negra LGBT, e a Associação das Travestis de Salvador (ATRAS).
Nos anos 2000, conferências municipais e estaduais foram realizadas para consolidar propostas que contribuíram para políticas públicas nacionais voltadas à população LGBT. A criação do Conselho Estadual dos Direitos da População LGBT (CELGBT) em 2014 representou um marco institucional para a formulação de diretrizes e monitoramento dessas políticas no estado.

## Políticas públicas
A Bahia implementou diversas políticas públicas voltadas à promoção dos direitos LGBT. Entre as principais iniciativas destacam-se:
- Coordenação de Políticas LGBT (CPLGBT): vinculada à Secretaria de Justiça e Direitos Humanos (SJDH), coordena ações intersetoriais para combater a homo-lesbo-transfobia e promover o respeito à diversidade sexual e de gênero.[1]
- Centro de Promoção e Defesa dos Direitos LGBT (CPDD-LGBT): criado em 2018, funciona no Casarão da Diversidade, em Salvador e oferece serviços como assistência jurídica e social, acolhimento às vítimas de violência LGBTfóbica e suporte para retificação de nome social e gênero em documentos.[2]
- Conselho Estadual dos Direitos da População LGBT: criado pela Lei n.º 12.946/2014, é composto por representantes do poder público e da sociedade civil, visando formular políticas públicas voltadas ao combate à discriminação.[3]

Além dessas iniciativas, o estado promove campanhas educativas, apoia eventos como paradas do orgulho LGBT e desenvolve projetos voltados à inclusão social e cultural.
Na área da saúde, destaca-se a implementação do programa PrEPara Salvador, voltado à prevenção do HIV/AIDS entre jovens LGBTQIA+, em parceria com o Instituto de Saúde Coletiva da Universidade Federal da Bahia (UFBA). Também há iniciativas para garantir atendimento especializado às demandas da população trans em unidades públicas.
No campo educacional, políticas têm sido desenvolvidas para combater o preconceito nas escolas e promover o uso do nome social por alunos transgêneros. Essas ações buscam criar ambientes escolares mais inclusivos.

## Violência contra a população LGBT
Apesar das iniciativas institucionais, a violência contra pessoas LGBT permanece um problema relevante na Bahia. Dados do Grupo Gay da Bahia indicam que o Brasil lidera os índices globais de assassinatos motivados por homofobia, com a Bahia frequentemente figurando entre os estados com maior número de casos. Um caso notório ocorreu em 2022, quando um adolescente foi vítima de agressões homofóbicas em Camaçari. O episódio gerou repercussão nacional e mobilizou autoridades estaduais.
A criminalização da homofobia pelo Supremo Tribunal Federal (STF), equiparando-a ao crime de racismo, foi considerada um avanço no combate à violência contra pessoas LGBT no estado.